# Molgula occulta
Molgula occulta is een zakpijpensoort uit de familie van de Molgulidae. De wetenschappelijke naam van de soort is voor het eerst geldig gepubliceerd in 1875 door Kupffer. Het is inheems in de noordoostelijke Atlantische Oceaan, de Noordzee en de Middellandse Zee. De specifieke naam occulta betekent "staartloos" en verwijst naar de larve van deze zakpijp, die de staart mist die bij andere soorten van het geslacht Molgula wel aanwezig is.

## Beschrijving
Molgula occulta is een solitaire, ovale bolvormig manteldier met een brede, ondiepe zeslobbige orale sifon (instroomopening) en een vierlobbige atriale sifon (uitstroomopening) van vergelijkbare grootte, beide nabij de apex. Het is 1,5 tot 3 cm lang, lichtbruin van kleur en lijkt qua grootte en uiterlijk op een kiwifruit. De nogal stijve mantelwand is volledig bedekt met schelpfragmenten, modderdeeltjes en zandkorrels. Dit onderscheidt het van de anders zeer vergelijkbare soort Molgula oculata die een kale plek rond en tussen de sifons heeft waaraan sediment niet hecht.

## Verspreiding en leefgebied
Molgula occulta wordt gevonden in de noordoostelijke Atlantische Oceaan en het verspreidingsgebied strekt zich uit van Noorwegen en Zweden tot het Iberisch Schiereiland en de Middellandse Zee. Op de Britse Eilanden komt hij vrij algemeen voor aan de west-, zuid- en oostkust, aan de lagere kust of in de ondiepe subtidale zone waar hij zich in zand of modder begraaft met alleen zijn sifons die uitsteken.

## Biologie
Molgula occulta is een filtervoeder. Het zuigt water aan via zijn orale sifon, passeert het door zijn darmen, verwijdert onderweg de eetbare bacteriën en andere planktonische deeltjes en verdrijft het via de atriale sifon.